# Маркізька корона
Маркізька корона — знак рангу та гідності для окремих осіб і родин, які мають право на титул маркіза.
Корона є геральдичною формою для гербів з ранговою короною. У найширшому розумінні це маркграфська корона і складається з обруча на голові з трьома листочками та двома перлинними зубцями, що чергуються. На зубцях бісеру три намистини. Залежно від країни завжди були невеликі відмінності. Італія, Франція (стара форма колись мала три прості бісерні зубці), Іспанія та Данія також мали таку ж форму корони. В Англії вона мала фіолетовий ковпак, як тут було заведено.
Маркізна корона була різною в Німеччині, Австрії, Швеції та Норвегії. Тут вона відповідала старій графській короні. У Бельгії та Нідерландах крона мала ще два листка.

## Галерея

Загальноєвропейська (варіант 1)
Загальноєвропейська (варіант 2)
Данія
Велика Британія
Франція (варіант 1)
Франція (варіант 2)
Франція (варіант 3)
Іспанія
Португалія
Бразилія